# 加亚尔
加亚尔（法語：Gaillard，法語發音：[ɡajaʁ] ⓘ）是法国上萨瓦省的一个市镇，属于圣于连昂热讷瓦区。

## 地理
加亚尔（46°11'6"N, 6°12'27"E）面积4.02 平方千米，位于法国奥弗涅-罗讷-阿尔卑斯大区上萨瓦省，该省份为法国东部省份，历史上为薩伏依的一部分，北与瑞士接壤，西接安省，南至萨瓦省，东与瑞士和意大利接壤。
与加亚尔接壤的市镇（或旧市镇、城区）包括：昂比伊、阿讷马斯、埃特朗比耶尔、托内、韦里耶。

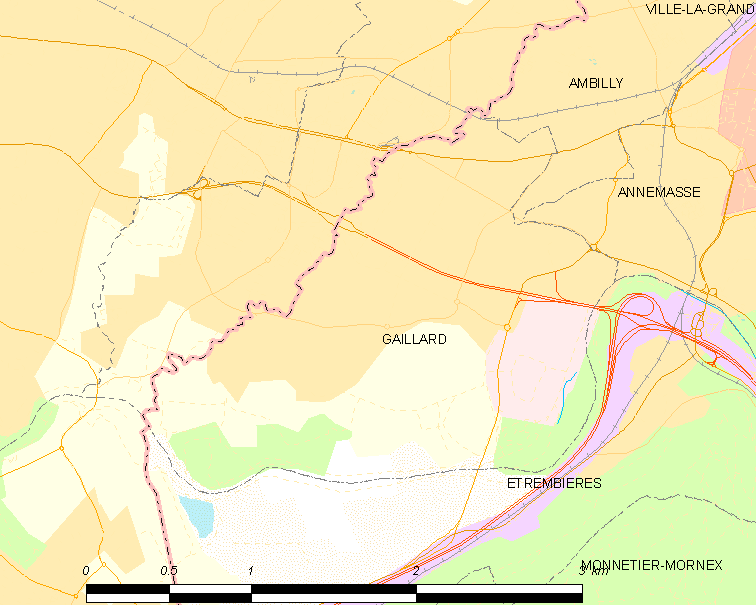
加亚尔的OSM定位图

加亚尔的时区为UTC+01:00、UTC+02:00（夏令时）。

## 行政
加亚尔的邮政编码为74240，INSEE市镇编码为74133。

## 政治
加亚尔所属的省级选区为加亚尔县。

## 人口

1962-2008年间加亚尔人口变化图示

加亚尔于2022年1月1日时的人口数量为11054人。